# Heptanthura tuberculata
Heptanthura tuberculata là một loài chân đều trong họ Expanathuridae. Loài này được Kensley & Heard miêu tả khoa học năm 1991.